# Кралевско съкровище
Кралевското съкровище е група от златни и сребърни предмети открити при проучването на тракийска надгробна могила при село Кралево, община Търговище. Находката от 284 година заедно със сребърния нагръдник е датирана през първата половина на 3 век пр.н.е.

## История
През месец юли 1979 година Исторически музей – Търговищe финансира разкопки на застрашена от унищожаване тракийска надгробна могила. Ръководител на разкопките е Георги Гинев, археолог в същия музей. В южната периферия на могилата е открит зидан от необработени камъни гроб, останал неизвестен на иманярите и затова-неограбен. Находките от гроба дават основание да се допусне, че в него е погребан местен тракийски владетел или член на неговото семейство. Тялото на мъртвеца е кремирано, а останките от кремацията – поставени в урна, която представлява позлатен керамичен съд, хидрия. От находките се отличават две групи, които са изработени от благородни метали - злато и сребро. Едната група е от накити: две златни обици, две позлатени сребърни гривни и един сребърен нагръдник. Втората група се състои от 47 златни апликации за украса на конска амуниция. Макар и да не се вписват в контекста на понятието „съкровище“, находките от тези две групи спонтанно получават при откриването си това име заради метала, от който са изработени. Впоследствие те са публикувани като „Съкровището от Кралево“ и под това название са известни както на научната общественост, така и на ценителите на античното изкуство, и по-точно на художествените занаяти.

## Описание
Двете златни обеци имат форма на отворена халка, единият край на която е оформен като глава на лъв, а другият е заострен. Тежат по 6,1 грама. Вътрешните им диаметри са 1,4 и 1,1 см.
Двете позлатени сребърни гривни имат форма на спираловидно увита змия – в единия край е оформена главата, в другия – опашката. Имат вътрешен диаметър 6,5 см тегло 33,5 гр и 31 гр.
Този вид гривни и обeци са широко разпространени през 4 - 3 век пр.н.е. на територията на Същинска Гърция, нейните колонии и техния хинтерланд. Намират се и в Тракия.
Нагръдникът е изработен от тънка сребърна пластина. Има дължина 16 см, ширина от 2,5 до 3 см и тежи 5 грама. В двата края е пробит, за да може да бъде пришит към дреха. На лицевата страна има украса. Тя е направена с изчукване от обратната страна на множество дребни точки – пунктир. Изобразени са съвсем схематично две дървета на живота, разположени едно срещу друго, оградени от бордюр по цялата дължина на пластината. По стил нагръдникът се различава много от другите накити, изработен е твърде несръчно и несъмнено е дело на друго ателие и друг майстор.
Нагръдници са открити и на други археологически обекти в България. Тяхното предназначение не е точно определено, но най-вероятното е, че „може би това са били един вид инсигнии, които, носени прикрепени към облеклото или върху бронята, са били едни от най-характерните белези за господствуващото положение на техните притежатели“.
Гарнитурата за украса на конска амуниция е прекрасно произведение на античната торевтика. Всички апликации са изработени от злато. Три са единични: начелник, розета и халка. Другите са групи от 2, 2, 4 и 36 броя еднакви по форма, размери и украса апликации. На обратната си страна те имат халки за прикрепване на ремъци. Общо тегло 203,9 гр. Апликациите са украсявали оглавника на ездитен кон, като са били разположени на различни места по ремъците. Начелника /както подсказва името му/ и розетата са били на челото на коня.
Начелникът представлява плоска пластина с форма на осмица /дълж. 4,4 см/, върху която вертикално е прикрепена обемна глава на орел. Розетата е стилизиран цвят от 14 листа – 7 външни и 7 вътрешни /диам. 3,7 см./. Върху двете правоъгълни апликации /4,6х3,6 см./ са изобразени грифони с глава на орел, а на четирите кръгли апликации /диам. 3,8 см/- гръцкият герой Херакъл с лъвска кожа на главата. Тридесет и шестте малки апликации с издължена форма /1,9-2,2 см./ са украсени с релефно изпъкнали растителни и геометрични орнаменти. Двете втулки /диам. 1,1 см/ и халката /диам. 2,2 см./ са без украса.

## Анализ
Гарнитурата е изпълнена в един стил и издава ръката на един майстор или поне на едно ателие. Използвани са различни техники: леене, изчукване върху матрица, гранулиране, имитация на филигран и инкрустация с цветна стъклена паста- всички познати и много използвани от гръцките торевти и ювелири от 4 – 3 век пр. Хр. Декоративните елементи и мотиви, с които си служи майстора: спирали, палмети, пояси от овули, животински изображения и глава на Херакъл с лъвска кожа на главата- са едни от най-често използваните в гръцките художествени занаяти от същото време.
Не е възможно да се посочи точно ателието, където са изработени гарнитурата и накитите. Те може да са дело на гръцко ателие или на друго ателие, което работи под влияние и в стила на гръцките торевти и ювелири от 4-3 век пр. Хр. Голямата близост по стил и техника на кралевските накити и гарнитурата с някои находки от гръцката колония Месамбрия на Черно море /дн. Несебър/ позволяват да се допусне, разбира се съвсем хипотетично, че гарнитурата може да е дело на ателие от тази колония. Що се отнася до времето, когато са изработени накитите и гарнитурата, всички находки от гроба дават възможност да се твърди, че те се отнасят най-общо към първата половина на 3 век пр. Хр. и с голяма вероятност към втората четвърт на същия век.

## Предмети
|  |  |  |
|  |  |  |

|  |  |  |
|  |  |  |
|  |  |  |
|  |  |  |